# La Migra
La Migra is de eerste demo van de Nederlandse nu-metalband Dreadlock Pussy. De demo is in 1998 in een beperkte oplage van 500 stuks op cassette uitgebracht voorzien van monochrome cover-art.

## Tracklist
1. Cruel
2. Beautycase Fantasies
3. Wipeout
4. Napalm
5. Hiding Upstairs

## Bandleden voor dit album
- Pat (Patrick Smeets) - zang
- bART (Bart Gooren) - gitaar & zang
- Guz (Zjon Gijsen) - gitaar
- J (Jaap Melman) - bass
- Twixy (Twan Bakker) - drums & samples

## Trivia
- De titel is geïnspireerd op de Amerikaanse Immigratiedienst, tijdens een trip van de band naar Los Angeles
- De demo is opgenomen in Roermond in het oude gebouw van de ECI
- Op het einde van de cassette is het losse zangspoor met schreeuwen van Pat te horen
- Wipeout is het allereerste nummer geschreven door de band